# Arthur Spiethoff
Arthur August Kaspar Spiethoff (Düsseldorf, 13 de mayo de 1873 - Tubinga, 4 de abril de 1957) fue un economista alemán.

## Vida profesional
Estudió economía en la Universidad Friedrich-Wilhelms, en Berlín. Hasta 1908 fue asistente de Gustav von Schmoller, uno de los más importantes representantes de la llamada Escuela Historicista de Economía. Presentó su tesis de doctorado, "Contribución al Análisis y la Teoría de la Crisis Económica General". Desde 1907 se convirtió en  profesor de tiempo completo en la Universidad Karl-Ferdinand, en Praga, entonces una de las principales universidades de Europa Central. Después de la Primera Guerra Mundial fue nombrado para una cátedra en la Universidad de Bonn, donde se retiró 1939.
Spiethoff es considerado como uno de los fundadores de la moderna investigación económica. Al igual que su colega búlgaro Albert Aftalion, Spiethoff es señalado como uno de los primeros en estudiar el efecto acelerador.

## Premios
- 1953: Gran Cruz del Mérito de la República Federal de Alemania

## Obras
- Gustav von Schmoller und die deutsche geschichtliche Volkswirtschaftslehre, zus. con Gustav von Schmoller. Duncker & Humblot, Berlín 1938.
- Boden und Wohnung in der Marktwirtschaft, insbes. im Rheinland. Fischer, Jena 1934.
- Festgabe für Werner Sombart zur siebenzigsten Wiederkehr seines Geburtstages 19. Jänner 1933. Duncker & Humblot, München 1933.
- Der Stand und die nächste Zukunft der Konjunkturforschung, zus. con Gustav Clausing y Joseph Alois Schumpeter. Duncker & Humblot, München 1933.
- Österreichs Finanzen und der Krieg, zus. cnFranz Meisel. Duncker & Humblot, München; Leipzig 1915.
- Der Einfluß der Golderzeugung auf die Preisbildung 1890-1913 (Mehrteiliges Werk). Duncker & Humblot, München.
- Die wirtschaftliche Annäherung zwischen dem Deutschen Reiche und seinen Verbündeten. (Mehrteiliges Werk) Duncker & Humblot, München.
- Beiträge zur Erforschung der wirtschaftlichen Wechsellagen : Aufschwung, Krise, Stockung